# Elleanthus tovarensis
Elleanthus tovarensis är en orkidéart som beskrevs av Oakes Ames. Elleanthus tovarensis ingår i släktet Elleanthus och familjen orkidéer. Inga underarter finns listade i Catalogue of Life.